# Design Museum's Designer of the Year
 (janvier 2021).
Créé en 2003 par le Design Museum de Londres, le prix du Design Museum's Designer of the Year, doté de 25 000 £, récompense chaque année un designer britannique ou un designer travaillant en Grande-Bretagne.
Toutes les disciplines du design (design industriel, mobilier, graphisme…) à l'exception  de la mode et de l'architecture sont susceptibles d'être récompensées.
En 2007 le musée a lancé une nouvelle compétition appelée Designs of the Year accompagnée d'une exposition, qui revenait sur les meilleures créations de l'année. Le prix a ensuite été renommé en 2016 Beazley Designs of the Year.
| Année | Designer      | Activité                      |
| ----- | ------------- | ----------------------------- |
| 2003  | Jonathan Ive  | Designer des produits Apple   |
| 2004  | Daniel Brown  | Designer multimédia           |
| 2005  | Hilary Cottam | Directeur du Design Council’s |
| 2006  | Jamie Hewlett | Créateur de groupe Gorillaz   |